# The Night Manager (televisieserie)
The Night Manager is een Brits-Amerikaanse miniserie uit 2016 die geregisseerd werd door Susanne Bier. De zesdelige reeks is gebaseerd op de gelijknamige spionageroman van auteur John le Carré. De hoofdrollen worden vertolkt door Tom Hiddleston, Hugh Laurie, Olivia Colman, Elizabeth Debicki en Tom Hollander. In het Verenigd Koninkrijk werd de miniserie uitgezonden door BBC One, in de Verenigde Staten en België door AMC. De AVROTROS zond de serie vanaf 24 februari 2017 uit in Nederland op NPO 1.

## Verhaal
De Britse ex-soldaat Jonathan Pine wordt door Angela Burr, een medewerkster van de Britse inlichtingendienst, gerekruteerd om te infiltreren in de organisatie van wapenhandelaar Richard Roper. Gedreven door zijn plichtsbesef en wraakgevoelens doet Pine er alles aan om Roper ten val te brengen.

## Rolverdeling
| Acteur              | Personage                              |
| ------------------- | -------------------------------------- |
| Tom Hiddleston      | Jonathan Pine / Andrew Birch           |
| Hugh Laurie         | Richard Onslow Roper                   |
| Olivia Colman       | Angela Burr                            |
| Tom Hollander       | Majoor "Corky" Lance Montague Corkoran |
| Elizabeth Debicki   | Jed Marshall                           |
| Alistair Petrie     | Alexander "Sandy" Langbourne           |
| Natasha Little      | Caroline Langbourne                    |
| Douglas Hodge       | Rex Mayhew                             |
| David Harewood      | Joel Steadman                          |
| Tobias Menzies      | Geoffrey Dromgoole                     |
| Antonio de la Torre | Juan Apostol                           |
| Adeel Akhtar        | Rob Singhal                            |
| Michael Nardone     | Frisky                                 |
| Hovik Keuchkerian   | Tabby                                  |

Auteur John le Carré heeft een cameo in de vierde aflevering.

## Afleveringen
| Nr. | Titel     | Regisseur    | Schrijver(s) | Datum uitzending |
| --- | --------- | ------------ | ------------ | ---------------- |
| 1 | Episode 1 | Susanne Bier | David Farr   | 21 februari 2016 |
| Tijdens de Egyptische Revolutie van 2011 werkt Jonathan Pine als nachtmanager van het Nefertiti Hotel in Caïro. Hij raakt betrokken bij Sophie Alekan, de minnares van playboy Freddie Hamid, wiens rijke familie zeer invloedrijk is in Caïro. Sophie geeft Jonathan een envelop met vertrouwelijke documenten die ze wil laten kopiëren. Op die lijst vindt hij wapens en chemicaliën en een correspondentie tussen een van de bedrijven van Hamid en Ironlast Limited, eigendom van de Brit Richard Roper. Ze zegt hem de documenten in een kluis te bewaren en deze in te leveren bij zijn contacten bij de Britse ambassade als er iets met haar zou gebeuren. Jonathan besluit dat de informatie te belangrijk is en speelt de documenten door aan de International Enforcement Agency in Londen. De informatie komt bij inlichtingenofficier Angela Burr, die al jaren probeert om Richard Roper neer te halen. De info wordt echter gelekt naar Roper, die zich terugtrekt uit de deal met de Hamids. Wanneer Jonathan Sophie terugziet, is ze bont en blauw geslagen door Hamid, die vermoedt dat zij de reden is van de mislukte deal. Hij brengt haar naar een veilige plek, waar ze een affaire beginnen. Jonathan confronteert zijn contact over de gelekte documenten en eist dat Sophie asiel krijgt in Engeland. Er wordt hem verteld dat de Hamids te veel investeringen en machtige vrienden hebben in Londen, en dat Sophie beter kan terugkeren en beweren dat ze van niets weet. Sophie is gekrenkt en keert terug naar het hotel, waar ze koel reageert tegen Jonathan. Angela ontdekt wie de documenten heeft verstrekt en waarschuwt Jonathan om Sophie in veiligheid te brengen. Hij vindt Sophie dood terug op haar kamer. Vier jaar later is Jonathan nachtmanager in het Meisters Hotel in Zermatt, Zwitserland, waar hij van de dagmanager de opdracht krijgt een pakket af te geven aan de gasten die die nacht zullen arriveren. Het pakket is bestemd voor Richard Roper. Jonathan blijft professioneel tijdens de aankomst van Roper en zijn gevolg. Hij neemt contact op met Angela en geeft haar al de informatie die hij heeft kunnen verzamelen tijdens Ropers verblijf. Angela wil dat Jonathan haar helpt Roper ten val te brengen. Ze weet dat hij een ex-soldaat is en wat de wapens van Roper kunnen aanrichten, evenals de moord op Sophie. |           |              |              |                  |
| 2 | Episode 2 | Susanne Bier | David Farr   | 28 februari 2016 |
| Jonathan gaat ermee akkoord om met Angela samen te werken, nadat ze hem een nieuwe identiteit belooft voor achteraf. Jonathan krijgt enkele aliassen, eerst Jack Linden en later Thomas Quince. Als Linden brengt Jonathan tijd door in Devon, Engeland, waar hij zich een vooral gewelddadige persoonlijkheid moet aanmeten. Later stuurt Angela hem naar Spanje, waar Roper zakenpartners ontmoet in verband met wapenhandel. De operatie om Jonathan in de organisatie van Roper te krijgen krijgt de naam Limpet. In Mallorca wordt een geënsceneerde ontvoering van Ropers zoon Danny uitgevoerd in een restaurant aan zee. Jonathan, onder de naam van Quince, werkt als souschef in het restaurant en bevrijdt Danny van zijn aanvallers. Tijdens dit gevecht slaat een van de ontvoerders hem herhaaldelijk als vergelding voor zijn overdadige geweld tegenover de andere ontvoerder als onderdeel van de opgezette reddingsactie. De zwaargewonde Quince wordt door Roper meegenomen naar diens villa om te herstellen. Roper herkent hem van het hotel in Zwitserland en is hem dankbaar voor de redding van zijn zoon, maar blijft achterdochtig. Ropers handlanger Corky confronteert Jonathan met zijn criminele verleden een meerdere identiteiten. Roper zegt dat ze snel zullen weten wie Jonathan werkelijk is. In Londen zet Angela alles in het werk om Operatie Limpet geheim te houden voor MI6, waarvan zij gelooft dat deze de operatie zullen verstoren als ze er over te weten komen. |           |              |              |                  |
| 3 | Episode 3 | Susanne Bier | David Farr   | 6 maart 2016     |
| In zijn villa ondervraagt Roper Jonathan over zijn criminele verleden. Jonathan vertelt zijn bewerkte achtergrondverhaal, waarvan Roper een overeenstemmend dossier heeft, dat is samengesteld door Corky. Jonathan wil vertrekken, maar Roper vertelt hem dat zijn alias als Quince bekend is geraakt en dat hij zal moeten blijven tot hij een ander alias heeft. Enige tijd later in Madrid, geeft Ropers advocaat Juan "Apo" Apostol een verjaardagsfeest voor zijn dochter Elena, waar ook Roper en zijn gevolg zijn uitgenodigd. Even later wordt Elena gevonden, die zichzelf heeft opgehangen. Angela vindt de rouwende Apo in een kerk in Madrid en probeert zijn vertrouwen te winnen. Dankzij Danny verneemt Jonathan dat Roper een geheim bureau heeft in de villa en dat de sleutel ergens verborgen ligt. Danny zegt ook dat het alarm dagelijks wordt getest. Jonathan vindt de sleutel en maakt foto's van documenten over Tradepass, het landbouwmachinebedrijf van Roper dat dient als dekmantel. De volgende dag geeft Roper Jonathan een nieuw paspoort met de naam Andrew Birch. Roper verwacht echter iets in ruil: Jonathan krijgt de voormalige taak van Corky en krijgt de controle over Tradepass. Jonathan aanvaardt de opdracht. In Londen proberen leden van River House de controle over Operatie Limpet over te nemen van Angela's vertrouwenspersoon Rex Mayhew. Rex weigert, zelfs wanneer ze hem proberen om te kopen. Later ontmoet een corrupt lid van River House Roper in Monaco, die hem vertelt over het bestaan van Limpet, zich niet bewust van de rol die Jonathan speelt. |           |              |              |                  |
| 4 | Episode 4 | Susanne Bier | David Farr   | 13 maart 2016    |
| Roper geeft Jonathan de details over zijn identiteit als Andrew Birch en zijn plan om hem voor te stellen aan bereidwillige financiële investeerders van Tradepass. Hij voegt eraan toe dat de investeerders niet weten waar het geld vandaan komt, omdat het bedrijf zal worden geregistreerd in Cyprus en Genève. In Londen toont Angela Tradepass-documenten aan Rex en legt uit dat Roper zijn investeerders terugbetaalt met twintig procent winst voor het steunen van Tradepass, maar zijn aangekochte wapens voor het dubbele verkoopt. In de documenten vinden ze twee namen, Halo en Felix. Later ontdekt Angela dat Halo Geoffrey Dromgoole is, die documenten van het Ministerie van Defensie vervalst. Felix is Barbara Vandon, een medewerker van Langley die meewerkt aan de vervalsing. Dromgoole vermoedt dat Apo de Tradepass-documenten heeft gelekt. Later wordt Apo dood teruggevonden. Ondertussen blijken Corky's vermoedens over Jonathan en Ropers vriendin Jed terecht, wanneer Jonathan en Jed een affaire beginnen. Later belt Jed Jonathan op waarbij ze zijn echte naam gebruikt. Deze info bereikt Angela die Jonathan uit de operatie wil halen. Jonathan vertelt haar over een levering van wapens in Istanboel die zou kunnen leiden tot het begin van een oorlog. Wanneer Angela weigert te luisteren, vertelt Jonathan aan Roper dat ze in de gaten worden gehouden, waarop hun team weet te ontsnappen aan de geheime dienst. |           |              |              |                  |
| 5 | Episode 5 | Susanne Bier | David Farr   | 20 maart 2016    |
| Tijdens een vlucht naar Turkije informeert Roper Jonathan over het feit dat hij weet dat de Tradepass-documenten in handen zijn gekomen van Angela. Hij zegt dat vier personen, Jonathan inbegrepen, de informatie kunnen hebben doorgespeeld. Wanneer ze aankomen bij een legerbasis genaamd Safe Haven, bereiden de huurlingen van Roper zich voor om de wapens te tonen aan de koper. Op een heuvel die uitkijkt over een verlaten dorp ziet deze hoe jets het dorp bombarderen met napalm. Jonathan neemt nota van de konvooivrachtwagens die zijn vermomd als hulpvrachtwagens wanneer ze de basis verlaten. Hij weet Jed te overtuigen om het verraad in de schoenen van Corky te schuiven. In Londen neemt Dromgoole contact op met Angela om te vragen van wie ze de documenten heeft gekregen. Angela vraagt naar zijn betrokkenheid in de zaak Roper. Dromgoole zegt dat hij weet dat er zich een mol bevindt in Operatie Limpet en waarschuwt haar niet in de weg te lopen. Jonathan sluipt uit de basis om zijn notities via een taxichauffeur te laten bezorgen bij de geheime dienst in Istanboel. Bij zijn terugkomst wordt hij betrapt door Corky. In het gevecht slaat Jonathan Corky dood en zegt tegen Roper dat Corky misschien wel contact heeft gehad met iemand buiten de basis. Angela slaagt erin het Amerikaanse leger te mobiliseren aan de grens van Turkije met Syrië. Wanneer de vrachtwagens worden gecontroleerd blijken ze enkel landbouwapparatuur te vervoeren. Roper, die alles volgt via satellietbeelden, heeft de wapens nooit uit het vrachtschip in Istanboel laten laden. Roper en zijn gezelschap reizen af naar Caïro, waar Roper contact opneemt met Freddie Hamid. Wanneer Angela thuiskomt, merkt ze dat er is ingebroken en dat haar man is neergeslagen. |           |              |              |                  |
| 6 | Episode 6 | Susanne Bier | David Farr   | 27 maart 2016    |
| Na de mislukte onderschepping aan de Syrische grens, begint het ministerie het kantoor van Angela te ontbinden. In Egypte ontmoet het Tradepass-team Freddie Hamid, en sluiten een deal voor de overbrenging van de wapens. Angela arriveert met Joel in Caïro na een tip van Jonathan. Jed slaagt erin de code van Ropers kluis over te brengen aan Jonathan, die ze weer doorspeelt aan Angela. Die steelt de envelop met de eigenaarscertificaten op naam van Tradepass Holdings. In een casino doet Jonathan verdovende middelen in het drankje van Freddie, waarop hij hem naar huis brengt. Hij ondervraagt hem over de dood van Sophie, waarop Freddie zegt dat Roper beval haar te vermoorden omdat ze weigerde te zeggen wie haar hielp. Hierop wurgt Jonathan Freddie en gooit hem in het zwembad. Met behulp van het certificaat laat Jonathan een team van de Egyptische militie explosieven verstoppen in de vrachtwagens die de wapens zullen vervoeren, en geeft de envelop terug aan Jed. Wanneer ze deze terug in de kluis wil leggen, wordt ze betrapt door Roper. Hij laat haar martelen en ontdekt dat Jonathan de verrader is. Ondertussen haalt Jonathan 300 miljoen dollar van het Tradepass-account. Angela redt Jed van Ropers lijfwacht, terwijl Roper, Jonathan en Sandy de Egyptische kopers ontmoeten. Als Jonathan de koop succesvol weet af te sluiten, laat Roper Jed gaan. Jonathan laat de vrachtwagens ontploffen en laat Roper hem naar Jed brengen, in ruil voor de 300 miljoen. In het hotel confronteert Angela Roper, die probeert om Dromgoole te bellen in Londen. Dromgoole reageert niet, omdat hij werd gechanteerd om te zwijgen met het certificaat om zijn betrokkenheid te bewijzen. Roper wordt gearresteerd door de lokale politie, maar de combi wordt bestuurd door de kopers die hun deal zagen opblazen. Jed regelt haar terugkeer naar de Verenigde Staten om haar zoontje op te zoeken, en Jonathan belooft haar op te zoeken. Hij ziet haar vertrekken wanneer de nieuwe nachtmanager vraagt of hij iets nodig heeft. |           |              |              |                  |

## Productie
De opnames voor de serie gingen in januari 2015 van start. Er werd gefilmd in Londen, Hartland (Devon), Mallorca, Marrakesh en Zermatt.

## Prijzen en nominaties
De belangrijkste:
| Jaar | Prijs         | Categorie                                                                  | Ontvangstnemer(s)                | Uitslag     |
| ---- | ------------- | -------------------------------------------------------------------------- | -------------------------------- | ----------- |
| 2017 | Golden Globes | Beste miniserie of televisiefilm                                           | Beste miniserie of televisiefilm | Genomineerd |
| 2017 | Golden Globes | Beste acteur in een miniserie of televisiefilm                             | Tom Hiddleston                   | Gewonnen    |
| 2017 | Golden Globes | Beste mannelijke bijrol in een televisieserie, miniserie of televisiefilm  | Hugh Laurie                      | Gewonnen    |
| 2017 | Golden Globes | Beste vrouwelijke bijrol in een televisieserie, miniserie of televisiefilm | Olivia Colman                    | Gewonnen    |